# Henrieta Farkašová
Henrieta „Hena“ Farkašová (* 3. Mai 1986 in Rožňava, Tschechoslowakei) ist eine ehemalige slowakische paralympische Skirennfahrerin. Mit elf paralympischen Goldmedaillen ist sie die erfolgreichste paralympische Athletin der Slowakei.

## Leben
Die in Rožňava geborene Henrieta Farkašová leidet an einer angeborenen Sehbehinderung. Aufgrund eines fehlenden familiären Hintergrunds schließen die Ärzte einen Zusammenhang mit der Nuklearkatastrophe von Tschernobyl nicht aus. Sie studierte an der Universität Trnava und an der Matej-Bel-Universität Banská Bystrica. An der erstgenannten Universität belegte sie das Studienfach Soziale Arbeit. Neben der slowakischen Staatsangehörigkeit hat sie auch die ungarische Staatsangehörigkeit.
Im Jahr 2023 nahm sie an der slowakischen Ausgabe von Let’s Dance teil und schied dabei mit ihren Tanzpartner Marek Klič in der fünften Sendung aus.

## Karriere
Henrieta Farkašová kam im Alter von 17 Jahren durch ein Skilager ihrer Schule zum Skisport. Ihr Talent wurde dabei schnell entdeckt und sie gab bereits im Jahr 2004 ihr internationales Debüt, wo sie aufgrund ihrer angeborenen Sehbehinderung in die Klassifizierung B3 eingruppiert wurde. Aufgrund ihrer Klassifizierung startete sie bei Skiwettbewerben gemeinsam mit einem Begleitläufer, welcher vor ihr herfährt und sie durch Zuruf oder Funk unterstützt. Sie konnte sich sogar für die Winter-Paralympics 2006 in Turin qualifizieren. Doch ein Start war für sie nicht möglich, weil ihr nach einem Check-Up kurz vor dem Paralympics von einem Arzt der Start aus nicht genannten Gründen untersagt wurde. Trotz dieses Rückschlages setzte sie ihre Karriere fort und fand 2008 oder 2009 mit Natália Šubrtová eine Begleitläuferin, mit welcher sie über 10 Jahre ein erfolgreiches Duo bildete. Ihren ersten gemeinsamen Erfolg konnten sie bei den Weltmeisterschaften 2009 feiern, als sie sowohl in der Abfahrt als auch im Super-G Weltmeister werden konnten. Zudem sicherten sie sich in der Alpinen Kombination die Silbermedaille.
Vier Jahre nach dem verweigerten Start in Turin konnte sich Henrieta Farkašová für die Winter-Paralympics 2010 in Vancouver qualifizieren. Dort knüpfte sie gemeinsam mit Natália Šubrtová an die Leistungen aus der letztjährigen Weltmeisterschaft an und gewann im Super-G, im Riesenslalom und in der Alpinen Kombination paralympisches Gold. Zudem sicherte sie sich in der Abfahrt die Silbermedaille. Gemeinsam mit Jakub Krako war sie die erfolgreichste slowakische Athletin bei den Paralympics. Im darauffolgenden Jahr konnte sie und Natália Šubrtová bei den Weltmeisterschaften in der Abfahrt, im Slalom, im Riesenslalom und in der Alpinen Kombination Weltmeister werden. Zudem starteten sie beim Mannschaftswettbewerb und konnten mit der slowakischen Mannschaft die Bronzemedaille gewinnen. 2013 ging Henrieta Farkašová bei den Weltmeisterschaften im spanischen Wintersportort La Molina an den Start und gewann mit ihrer Begleitläuferin in der Abfahrt, im Slalom und im Riesenslalom Gold. Doch die Weltmeisterschaften endeten für Henrieta Farkašová mit einem Sturz, bei welchem sie sich das Handgelenk und drei Rippen brach.

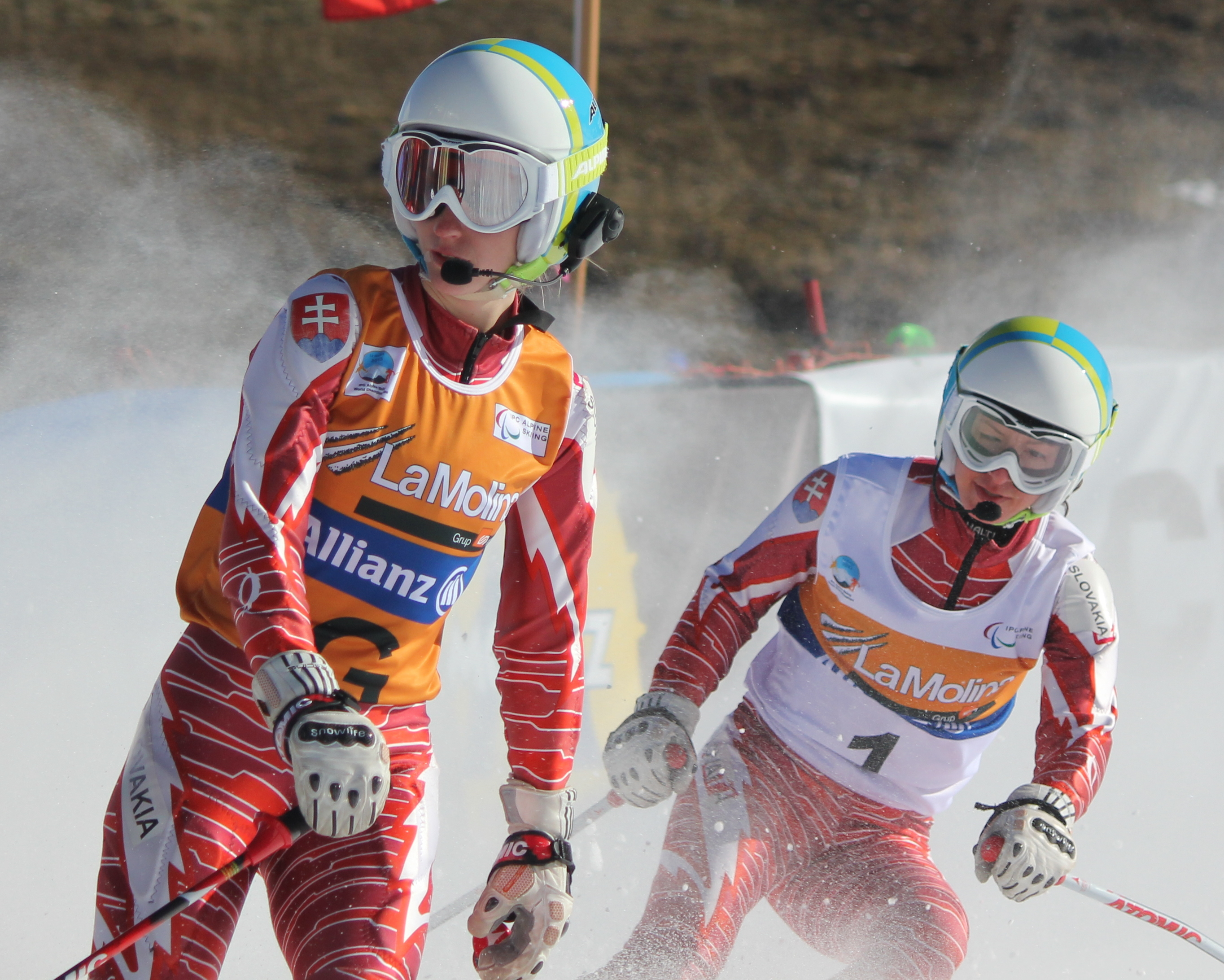
Henrieta Farkašová und ihre Begleitfahrerin Natália Šubrtová nach ihrem Super-G-Lauf bei den Weltmeisterschaften 2013

Trotz dieser Verletzungen wurde sie rechtzeitig für die Winter-Paralympics 2014 in Sotschi fit und konnte gemeinsam mit Natália Šubrtová die Wettbewerbe in der Abfahrt und im Riesenslalom gewinnen. Zudem gewannen sie im Slalom die Bronzemedaille. Im Oktober 2014 verletzte sich Henrieta Farkašová schwer am Knie und viel durch diese Verletzung für mehr als zwei Jahre aus. Ihre Rückkehr feierte sie 2017 bei den Weltmeisterschaften in der italienischen Gemeinde Tarvis. Dort konnte sie gemeinsam mit Natália Šubrtová trotz der langen Verletzungszeit Weltmeisterin im Slalom, im Riesenslalom, im Super-G und in der Alpinen Kombination werden. Zudem sicherten sie sich in der Abfahrt die Silbermedaille. Im darauffolgenden Jahr nahm sie an ihren dritten Paralympischen Spielen teil und durfte bei der Eröffnungsfeier der Winter-Paralympics 2018 die slowakische Flagge tragen. In der Abfahrt, im Super-G, in der Alpinen Kombination und im Riesenslalom konnte sie sich mit ihrer Begleitfahrerin die paralympischen Goldmedaillen sechs bis neun sichern. Einzig im Slalom musste sie sich Menna Fitzpatrick geschlagen geben und mit der Silbermedaille vorlieb nehmen. Angeführt von den vier Goldmedaillen von Henrieta Farkašová konnte die Slowakei den Medaillenspiegel im Alpinen Bereich gewinnen. Zudem war sie die erfolgreichste Athletin bei diesen Paralympischen Spielen.
Im Jahr 2019 wurde sie bei den Laureus World Sports Awards aufgrund ihrer Leistungen bei den Winter-Paralympics 2018 in Pyeongchang mit dem Award in der Kategorie „Behindertensportler des Jahres“ ausgezeichnet. Bei den Weltmeisterschaften 2019 konnten sich Henrieta Farkašová und Natália Šubrtová den Weltmeistertitel im Slalom und Riesenslalom sichern. Diese beiden Weltmeistertitel sollte die letzten gemeinsamen des Duos sein, denn im Jahr 2020 entschied sich Henrieta Farkašová zur Trennung von Natália Šubrtová. Im Nachhinein bezeichnete sie ihre Beziehung in einem Interview als „szinte csak munkakapcsolat“ (ungarisch für „fast nur ein Arbeitsverhältnis“). Als neuer Begleitfahrer wurde Michal Červeň verpflichtet. Er war bereits als Begleitfahrer für andere Athleten aktiv und zudem war er bereits seit zwei Jahren als Servicemann im Team von Henrieta Farkašová tätig. Bei den Weltmeisterschaften 2021 konnte das neue Duo in der sowohl in der Abfahrt als auch im Super-G Weltmeister werden. Zudem sicherten sie sich im Riesenslalom die Silbermedaille.
Kurz vor den Winter-Paralympics 2022 in Peking verletzte sich ihr Begleitfahrer Michal Červeň, sodass sich Henrieta Farkašová kurzfristig nach einem Ersatz umschauen musste. Die Wahl fiel auf Martin Motyka, welcher als Begleitfahrer von Jakub Krako bei den Winter-Paralympics 2014 einmal Gold und einmal Silber gewinnen konnte. Schlussendlich musste er nur bei den beiden Wettbewerben in der Abfahrt und im Slalom aushelfen. Während sie im Slalom mit den fünften Platz eine Medaille verpassten, konnten sie in der Abfahrt die Goldmedaille gewinnen. In den restlichen Wettbewerben wurde Henrieta Farkašová von ihrem Stamm-Begleitfahrer Michal Červeň unterstützt. Während man im Super-G und im Riesenslalom jeweils das Rennen nicht beenden konnte, sicherten sich die beiden in der Alpinen Kombination die Goldmedaille. Am Ende des Jahres 2022 gab Henrieta Farkašová ihr Karriereende bekannt. Sie begründete dieses Schritt einerseits mit ihrer Verletzungsanfälligkeit und auf der anderen Seite damit, dass die Fördermittel von Seiten des slowakischen Staates weiter gesenkt wurden.

## Auszeichnungen
- 2019: Laureus World Sports Awards in der Kategorie „Behindertensportler des Jahres“[2][6]